# Fiumara Buonamico
Fiumara Buonamico este o arie protejată (arie specială de conservare — SAC, sit de importanță comunitară — SCI) din Italia întinsă pe o suprafață de 1.111 ha, integral pe uscat.

## Localizare
Centrul sitului Fiumara Buonamico este situat la coordonatele 38°08′08″N 16°05′09″E / 38.135556°N 16.085833°E.

## Înființare
Situl Fiumara Buonamico a fost declarat sit de importanță comunitară în septembrie 1995 pentru a proteja 7 specii de animale. Situl a fost protejat și ca arie specială de conservare în aprilie 2018.

## Biodiversitate
Situată în ecoregiunea mediteraneană, aria protejată conține 11 habitate naturale: Păduri aluvionare cu Alnus glutinosa și Fraxinus excelsior (Alno-Padion, Alnion incanae, Salicion albae), Galerii și tufărișuri riverane sudice (Nerio-Tamaricetea și Securinegion tinctoriae), Pseudostepă cu ierburi și specii anuale de Thero-Brachypodietea, Galerii de Salix alba și de Populus alba, Râuri cu maluri nămoloase cu vegetație de Chenopodion rubri p.p. și Bidention p.p., Vegetație anuală la limita mareei, Râuri mediteraneene cu debit permanent cu specii de Paspalo-Agrostidion și galerii riverane de Salix și de Populus alba, Păduri de Quercus ilex și Quercus rotundifolia, Tufărișuri termo-mediteraneene și de pre-deșert, Râuri mediteraneene cu debit permanent și vegetație de Glaucium flavum, Râuri mediteraneene cu debit intermitent, cu specii de Paspalo-Agrostidion.
La baza desemnării sitului se află mai multe specii protejate:
- păsări (3): acvilă de munte (Aquila chrysaetos), mierla de apă (Cinclus cinclus), sfrâncioc roșiatic (Lanius collurio)
- amfibieni (2): Bombina pachypus, Salamandrina terdigitata
- reptile (2): șarpele cu patru dungi (Elaphe quatuorlineata), țestoasă bănățeană (Testudo hermanni)

Pe lângă speciile protejate, pe teritoriul sitului au mai fost identificate 6 specii de plante, 6 specii de amfibieni, 7 specii de reptile.